# オラクル (企業)
座標: 北緯37度31分51秒 西経122度15分50秒 / 北緯37.530812度 西経122.263820度
オラクル（Oracle Corporation）は、アメリカ合衆国カリフォルニア州創業、テキサス州に本拠を置く、民間法人や公的機関を対象とするビジネス用途に特化したソフトウェア会社である。日本法人は日本オラクル。
2007年には世界で第3位のソフトウェア会社となる。

## 概要
オラクルはデータベース管理システム (DBMS) を中心とした企業向けソフトウェアの開発・販売を行っている。また多数の買収によりソフトウェア市場でのシェアを高めており、
オラクルは、主力のデータベース管理ソフトウェア製品であるOracle Databaseに加え、データベース開発ツール、ERP、CRM、SCMなどの製品を持っている。クラウドコンピューティング分野にも力を入れており、クラウドコンピューティング全般の売上高（SaaS/PaaS/IaaSの合計）で世界6位（2020年現在）、SaaS分野で世界5位に位置している（2019年現在）。
認定資格としてオラクルマスターがある。
会社名の「Oracle」とは神託と言う意味である。そのため、中国では古代中国の殷周時代に神託を得る方法に因み「甲骨文」公司と名乗っている。

## 歴史
オラクルは、1977年にラリー・エリソンにより設立された。
1979年には、Oracle Databaseの最初のバージョンがミニコンピュータのPDP-11用に出荷され、商用として世界で最初の関係データベース管理システム (RDBMS) となった。
1994年には、DECのRDB部門を買収した。2005年には、JD Edwardsを買収した直後のピープルソフトを敵対買収し、ERPなどに進出した。2006年にはCRM大手のシーベル、2007年には業績管理ソフトウェアの最右翼であったHyperion Solutionsを買収し、同分野に進出するBIベンダーの買収合戦に先鞭をつけ、続く2008年にはアプリケーションサーバのBEA WebLogicを持つBEAシステムズを買収し、Oracle WebLogic Serverとした。
2009年4月にはサン・マイクロシステムズの買収合意を発表した。オラクルによるハードウェア事業を含む本格的な買収は、これが最初とされる。
オラクルの歴史はラリー・エリソンも参照。

### 沿革
- 1977年6月16日 - カリフォルニア州 Redwood Shores に Software Development Laboratories (SDL) として創業[11]。創業者はラリー・エリソン、en:Bob Miner、en:Ed Oates。
- 1979年
  - 6月 - Relational Software Inc. (RSI) に改称し、メンローパークに移転。最初のデータベース製品である Oracle 2 がライト・パターソン空軍基地に購入され、PDP-11上で動作した。最初の製品をバージョン1ではなくバージョン2としたのは、顧客が最初のリリースの購入をためらう可能性があると考えたためである。
  - 10月 - RSIはVAX版 Oracle（VAX上でPDP-11エミュレータモードで動作）を活発に販促。
- 1981年
  - ?月 - Umang Gupta が同社に入社し、同社初のビジネスプランを書き、副社長兼ゼネラルマネージャを務めた。
  - 2月 - Oracle Database 向けツールとして、Oracle*Forms の前身である Interactive Application Facility (IAF) などを開発。
- 1983年3月 - 移植性を高めるため Oracle をC言語で書き換え、Oracle バージョン3 をリリース。社名を主力製品名に合わせ Oracle とする。なお Oracle という名称は、創業者らがアンペックスで働いていたときに関わったCIAのプロジェクト名から来ている。
- 1984年
  - 4月 - セコイア・キャピタルから追加資金を得る。
  - 10月 - Oracle バージョン4 リリース。読み込み整合性 (read consistency) を導入。
  - 11月 - Oracle Database をPC上に移植。メモリ容量512KBのPC（MS-DOS 4.1.4）で動作した。なお、MS-DOS バージョン5 用の Oracle は1986年にリリースされた。Mike Roberts が考案した技法を使い、286マシンのプロテクトモードで動作。
- 1985年4月 - Oracle バージョン5 をリリース。データベース管理システムとしていち早くクライアントサーバモデルを採用。
- 1986年
  - ?月 - 分散クエリ機能をサポートした Oracle バージョン5.1 をリリース。クラスタリングについての研究を開始。
  - 3月12日 - 株式上場を果たす。売上高は5500万USD。
- 1987年8月 - アプリケーション部門を創設。データベースと密に連携する企業向けソフトウェアを開発。
- 1988年 - Oracle バージョン6 をリリース。低レベルロック機構とホットバックアップ機能をサポート。PL/SQLという手続き型言語の処理系を組み込んだが、プログラム格納方法やデータベースからの手続き起動方法を用意しておらず、本格的に使えるようになったのはバージョン7からである。この段階では、SQL*Plusなどの環境（あるいはホストプログラムにSQL文を埋め込むなど）からサーバにPL/SQLのブロックを送って、即座に実行することが可能だった。オラクルは各種クライアントツール（SQL*Formsなど）にもPL/SQLエンジンを搭載させた。
- 1989年 - 本社を Redwood Shores に移転。売上高は5億8400万ドルに達した。
- 1990年 - 第3四半期、オラクルは初の赤字を計上し、数百人の従業員を解雇した。エリソンはCFOとして Jeffrey O. Henley、COOとして Raymond Lane を雇い入れた。
- 1992年6月 - 性能を強化した Oracle 7 をリリース。他にも、管理ユーティリティ、アプリケーション開発ツール、セキュリティ機能、PL/SQLによるストアドプロシージャおよびデータベーストリガ機能、宣言的参照整合性などを導入。
- 1993年 - Oracle Forms、Reports、Graphics、Book をまとめた "Cooperative Development Environment" (CDE) をリリース。
- 1994年 - DECから DEC Rdb（後の Oracle Rdb）を購入。Oracle Rdb はDECの製品だったOpenVMS上で動作する。
- 1995年
  - 6月21日 - 並列クエリ機能を備えた新たなデータウェアハウスファシリティを発表。
  - 11月 - パリのIDC会議で、エリソンがネットワークコンピュータの構想を発表。
- 1996年 - ウェブブラウザのOracle PowerBrowserをリリース。
- 1997年
  - 4月 - ビジネスインテリジェンス (BI) 用アドホック・クエリツールである Discoverer をリリース。
  - 6月 - SQLオブジェクト技術、インターネット技術、テラバイト級データサポートなどを導入した Oracle 8 をリリース。
  - 9月 - Javaプラットフォームへのコミットメントを発表。Java統合開発環境（後の Oracle JDeveloper）をリリース。
- 1998年
  - 1月 - Oracle Applications 10.7 Network Computing Architecture (NCA) をリリース。全てのビジネスソフトウェアをウェブ上で動作させ、標準のウェブブラウザで使えるようにした。
  - 5月 - Oracle Applications 11 をリリース。
  - 4月 - Java仮想マシンを Oracle Database に組み込むことを発表。
  - 9月 - Oracle 8i リリース。
  - 10月 - Linux向けの Oracle 8 と Oracle Application Server 4.0 をリリース。
- 1999年5月 - JDeveloper 2.0 をリリースし、データベースを使ったアプリケーション構築のための開発ツール/ライブラリ Business Components for Java (BC4J) を導入。
- 2000年
  - ?月 - 子会社 OracleMobile を創設。Oracle 9i リリース。
  - 5月 - Internet File System (iFS) を発表。後に Oracle Content Management SDK として商品化[12]。
  - 6月 - ポータルサイト構築機能をサポートした Oracle9i Application Server をリリース。
- 2001年 - エリソンは社内で自社製ビジネスアプリケーションを使い、10億ドルを節約したと発表した。
- 2004年
  - ?月 - Oracle 10g リリース。
  - 12月13日 - ピープルソフトを1株26.50ドルで買収する契約を結んだことを発表（総額103億ドル）。
- 2005年
  - 1月14日 - オラクルは、ピープルソフトの買収で増大したグループ全体の従業員数を約5000人削減し、5万人にすることを発表。ピープルソフトの開発・サポート要員の90%をそのまま保持する計画である。
  - 3月 - 中近東での活動を拡大するため、ヨルダンのアンマンに支社を創設。
  - 9月12日 - 顧客関係管理 (CRM) やビジネスインテリジェンスソフトウェアで知られる Siebel Systems を58億ドルで買収することを発表。
- 2006年10月25日 - Unbreakable Linux を発表。
- 2007年
  - ?月 - Oracle 11g リリース。
  - 3月1日 - オラクルは、業務管理ソフトウェア大手のHyperion Solutionを33億ドルで買収することに合意したと発表。
  - 3月22日 - オラクルは SAP AG を違法行為と不正競争で訴えた[13]。
  - 10月12日 - オラクルはBEAシステムズを1株あたり17ドルで買収する提案を行ったが、BEA経営陣は同社の価値を軽く見ているとして、これを拒否した。
  - 10月16日 - アプリケーション開発担当の上級副社長 John Wookey が突然オラクルを辞め、今後のアプリケーションのリリース計画に懸念が生じた[14]。
- 2008年
  - 1月16日 - BEAシステムズを1株19.375ドル（総額72億ドル）で買収することを発表[15]。
  - 9月24日 - オラクルはHPとデータウェアハウス用サーバおよびストレージを共同開発し、HP Oracle Database Machine として発売することを発表[16]。
- 2009年4月20日 - サン・マイクロシステムズを74億ドル（1株あたり9.50ドル）で買収する意図があることを発表[17][18]。
- 2010年1月27日 - サン・マイクロシステムズを買収したことを発表[19]。
- 2022年2月9日-レッドブルレーシングとタイトルスポンサーとして契約したことを発表

### 企業買収
2005年1月にピープルソフトを買収してから、オラクルは成長戦略として企業買収を行うようになった。
| 企業名                                         | 買収日         | 事業内容                                                   | 買収価格 百万USD |
| ---------------------------------------------- | -------------- | ---------------------------------------------------------- | ---------------- |
| DECのRDB部門                                   | 1994年10月     | 関係データベース                                           | N/A              |
| シンキングマシンズ                             | 1999年6月      | データマイニング技術                                       | N/A              |
| TopLink                                        | 2002年1月      | オブジェクト関係マッピング技術                             | N/A              |
| NetForce                                       | 2002年1月      | 有害事象報告システム                                       | N/A              |
| Steltor                                        | 2002年6月      | 企業向けカレンダー管理システム                             | N/A              |
| Reliaty                                        | 2003年6月      | 企業データ保護                                             | N/A              |
| Phaos                                          | 2004年5月      | アイデンティティ管理                                       | N/A              |
| Collaxa                                        | 2004年6月      | ビジネスプロセス管理                                       | N/A              |
| ピープルソフト                                 | 2005年1月      | 企業アプリケーション                                       | $10,300          |
| Oblix                                          | 2005年3月      | アイデンティティ管理                                       | N/A              |
| Retek                                          | 2005年4月      | 小売業向けパッケージ                                       | $630             |
| TripleHop                                      | 2005年6月      | 文脈依存型エンタープライズサーチ                           | N/A              |
| TimesTen                                       | 2005年6月      | リアルタイム企業ソリューション                             | N/A              |
| ProfitLogic                                    | 2005年7月      | 小売業向けソリューション                                   | N/A              |
| Context Media                                  | 2005年7月      | 企業コンテンツ統合                                         | N/A              |
| i-flex (Oracle Financial Services)             | 2005年8月      | 金融業向けソリューション                                   | $900             |
| G-Log                                          | 2005年9月      | 輸送管理ソリューション                                     | N/A              |
| Innobase                                       | 2005年10月     | オープンソース・データベース                               | N/A              |
| Thor Technologies                              | 2005年11月     | 企業プロビジョニング・ソリューション                       | N/A              |
| OctetString                                    | 2005年11月     | 仮想ディレクトリ・ソリューション                           | N/A              |
| Temposoft                                      | 2005年12月     | 人事管理アプリケーション                                   | N/A              |
| 360Commerce                                    | 2006年1月      | 小売業ソリューション                                       | N/A              |
| Siebel Systems                                 | 2006年1月      | CRM                                                        | $5,850           |
| Sleepycat                                      | 2006年2月      | 組み込み用オープンソースデータベース                       | N/A              |
| HotSip                                         | 2006年2月      | 通信基盤ソリューション                                     | N/A              |
| Portal Software                                | 2006年4月      | 通信業用ソフトウェアスイート                               | $220             |
| Net4Call                                       | 2006年4月      | 通信業サービス配信プラットフォーム                         | N/A              |
| Demantra                                       | 2006年6月      | 要求駆動型計画立案ソリューション                           | N/A              |
| Telephony@Work                                 | 2006年6月      | IPベースのコンタクトセンター・ソリューション               | N/A              |
| Sigma Dynamics                                 | 2006年8月      | リアルタイム予測分析ソフトウェア                           | N/A              |
| Sunopsis                                       | 2006年10月     | 企業統合ソフトウェア                                       | N/A              |
| MetaSolv Software                              | 2006年10月     | 通信サービスプロバイダ・ソリューション                     | $219             |
| Stellent                                       | 2006年11月     | コンテンツ管理ソリューション                               | $440             |
| SPL WorldGroup                                 | 2006年11月3日  | 売り上げ・営業管理ソフトウェア                             | N/A              |
| Hyperion Solutions                             | 2007年3月1日   | 業績管理ソフトウェア                                       | $3,300           |
| AppForge （知的資産のみ）                      | 2007年4月      | 各種携帯機器向けアプリケーション                           | N/A              |
| LODESTAR Corporation                           | 2007年4月24日  | ユーティリティソフトウェア                                 | N/A              |
| Agile Software Corporation                     | 2007年5月15日  | 製品ライフサイクル管理                                     | $495             |
| Bharosa                                        | 2007年7月18日  | アイデンティティ盗難防止                                   | $495             |
| NetSure Telecom Ltd.                           | 2007年9月2日   | ネットワーク管理                                           | 未公開           |
| Active Reasoning, Inc.                         | 2007年9月2日   | IT法令遵守ソフトウェア                                     | 未公開           |
| Bridgestream                                   | 2007年9月5日   | 企業ロール管理                                             | N/A              |
| LogicalApps                                    | 2007年10月9日  | 法令遵守ソフトウェア                                       | N/A              |
| Moniforce                                      | 2007年12月6日  | エンドユーザーエクスペリエンス管理ソフトウェア             | N/A              |
| BEAシステムズ                                  | 2008年1月16日  | ミドルウェア                                               | $8,500           |
| Captovation                                    | 2008年1月16日  | 文書収集ソフトウェア                                       | N/A              |
| Empirix (Web)                                  | 2008年3月27日  | Webアプリケーション評価ソフトウェア                        | N/A              |
| AdminServer                                    | 2008年5月13日  | 保険ポリシー管理ソフトウェア                               | N/A              |
| Skywire Software                               | 2008年6月23日  | 保険ソフトウェア                                           | N/A              |
| Global Knowledge Software                      | 2008年7月31日  | 技術文書/トレーニング                                      | N/A              |
| ClearApp                                       | 2008年9月2日   | アプリケーション管理                                       | N/A              |
| Primavera Systems                              | 2008年10月9日  | プロジェクトポートフォリオ管理                             | N/A              |
| Advanced Visual Technology                     | 2008年10月9日  | 小売店舗管理ソフトウェア                                   | $4               |
| Haley Limited                                  | 2008年10月29日 | ポリシーモデリング/オートマトン                            | N/A              |
| mValent                                        | 2009年2月4日   | アプリケーション設定管理ソフトウェア                       | N/A              |
| Relsys                                         | 2009年3月23日  | 薬の安全管理ソリューション                                 | N/A              |
| Virtual Iron Software                          | 2009年5月13日  | サーバ仮想化管理ソフトウェア                               | N/A              |
| Conformia Software （知的資産のみ）            | 2009年7月17日  | 製品ライフサイクル管理ソフトウェア                         | N/A              |
| GoldenGate Software （発表のみで買収は未完了） | 2009年7月23日  | リアルタイムデータ統合・高可用性ソリューション             | N/A              |
| サン・マイクロシステムズ                       | 2009年8月20日  | コンピュータ製品、部品、ソフトウェア、開発環境、ITサービス | $7,400           |
| HyperRoll                                      | 2009年9月29日  | 財務報告ソフトウェア                                       | N/A              |
| FatWire                                        | 2011年7月      | コンテンツ管理システム                                     | N/A              |

## 製品とサービス

### テクノロジー製品
- オペレーティングシステム
  - Solaris
  - Oracle Linux
- データベース製品
  - Oracle Database - オラクルの主要製品
    - Oracle Secure Enterprise Search - エンタープライズサーチ

  - Hyperion Essbase - 多次元データベース
  - Berkeley DB - 組み込み型データベース
  - Oracle Rdb - OpenVMS用RDBMS。1994年、DECから購入
  - TimesTen - インメモリ・データベース
- Oracle Fusion Middleware - ミドルウェア
  - Oracle Beehive - コラボレーションソフトウェア。SaaSとしても提供している[20]。
  - Oracle Collaboration Suite - グループウェア。Oracle BeeHive で置き換えられた[21]。
  - Oracle Application Development Framework - Javaアプリケーション開発用のフレームワーク
- Oracle Enterprise Manager - アプリケーション管理
- 開発ソフトウェア
  - Oracle Designer
  - Oracle Developer
  - Oracle JDeveloper
  - Oracle Application Express
  - Oracle SQL Developer
  - Oracle SQL*Plus Worksheet

### アプリケーション製品
- Oracle E-Business Suite - 財務、製造、ERP、人事管理システムなど
- Hyperion Planning - 予算編成および管理
- Hyperion Financial Management - 管理連結、国際会計基準(IFRS)対応
- PeopleSoft Enterprise
- Siebel Systems
- JD Edwards EnterpriseOne
- JD Edwards World
- Oracle Open Office - OpenOffice.orgをベースにしたオフィススイート。販売終了。旧名StarOffice/StarSuite。
- Oracle PowerBrowser - イントラネット対応多機能ウェブブラウザ。
- Oracle NetSuite - クラウドERP。ERP、財務会計、CRM、Eコマースを統合したビジネスアプリケーション。

### サービス
- Oracle Academy - 教育機関とのパートナーシップによるコンピュータ及び商業に関するトレーニング[22]
- Oracle Consulting
- Oracle University - オラクル製品のトレーニング[23]
  - Oracle Certification Program
- Oracle On Demand - SaaS
- Oracle Support
  - 製品サポート: オラクルは、CSI (Customer Support Identifier) コードで顧客とサポート状況を把握している[24]。登録済み顧客は Service Requests (SRs) を送る[25]。このときウェブ経由でMetaLinkインタフェースかその上位インタフェースである "My Oracle Support" を使う[26]。
  - Critical Patch Updates: 2005年以降、オラクルは製品ごとにパッチを四半期ごとにまとめた "Critical Patch Update" (CPU) を1月、4月、7月、10月に発行している[27]。
- Oracle Financing

## マーケティング

### 過去の営業慣行上の問題
1990年、オラクルは10%（約400人）の従業員を解雇した。このときオラクルは倒産寸前まで追い込まれたが、その原因は同社の最前線のマーケティング戦略にあった。営業員は潜在的顧客になるべくたくさんの製品を一度に購入させようとする。そして、将来のライセンス売り上げまで今期の売り上げに計上し、自分のボーナスを増やそうとした。しかし、計上した将来の売り上げが実際に入金されない状況が生じ、問題が表面化した。結果としてオラクルは売上高を2回訂正せざるを得なくなり、売り上げを強調しすぎたことに対する集団訴訟を起こされ、示談でそれを収拾した。エリソンは1992年、オラクルが「信じられないビジネス上のミス」を犯したと述べた。

### 競合
IBMはDB2およびSQL/DSという製品でメインフレームの関係データベース市場を独占していたが、UNIXおよびWindows向けの関係データベース市場では出遅れていた。このため、Sybase、オラクル、Informix（さらにはマイクロソフト）がミッドレンジとパーソナルコンピュータのデータベース市場を支配するチャンスが生まれた。
当初、オラクルはSybaseに技術的に遅れをとっていた。1990年から1993年までSybaseは最も成長が著しいデータベース企業だったが、すぐに合併と製品上の問題によってトップの座から陥落した。Sybaseは1993年にPowerSoftと合併したことによって、データベース技術への集中を失った。1993年、SybaseはWindows上で動作する同社のデータベース技術をマイクロソフトに売却し、それが Microsoft SQL Server となった。
1994年、InformixがSybaseからトップの座を奪い、オラクルの最大のライバルとなった。InformixのCEOフィル・ホワイトとエリソンの確執は3年に渡ってシリコンバレーの新聞の一面を飾った。1997年、最終的にオラクルはInformixを打ち破った。2005年11月、オラクルとInformixの争いに関する本が出版され、フィル・ホワイトがいかにして収監されるに至ったかを詳細に記している。
InformixとSybaseに勝ったオラクルは、しばらくの間データベース市場の独占を達成していたが、Microsoft SQL Server のシェアが大きくなり、2000年にはIBMがInformixを買収したことで状況が変化した。
2004年、オラクルの売り上げは14.5%伸びて62億ドルとなり、関係データベース市場でのシェアは41.3%でトップとなった（InformationWeek - March, 2005）。いくつかの情報源によれば2005年には、シェアが44.6%になったと見積もられている。当時はオラクルと競合するのは主に IBM DB2 と Microsoft SQL Server であり、SybaseとTeradataがそれに続いていた。オープンソースのデータベースではPostgreSQLとMySQLが広く使われている。EnterpriseDBはPostgreSQLをベースとしており、オラクルとの互換性機能をより低価格で提供するとしている。
アプリケーション市場では、オラクルはSAPと競合している。2007年3月22日、オラクルは詐欺と不正競争でSAPを訴えた。
ビジネスインテリジェンスソフトウェアの市場が成長するに連れ、様々な企業がオラクルやSAPの製品と競合する製品を投入するようになってきた。2008年にはSAPがビジネスインテリジェンス最大手BusinessObjectsを買収、2010年にインメモリーデータベースSAP HANAをリリース、同年にデータベース大手Sybaseを買収したことでデータベースおよびアナリティクス市場の勢力図は一変した。 2017年現在、オラクルのリレーショナルデータベース分野での主なライバルはIBM DB2とMicrosoft SQL Server、SAP HANA、PostgreSQLである。

#### Oracle と SAP
1988年以来10年間、オラクルはドイツの企業SAP AGとの協力関係にあった。始まりはSAP R/3をオラクルの関係データベース製品と連携させることだった。両者は補完関係にあり、決して競合するものではなかった。SAPは今ではマイクロソフトとも提携し、マイクロソフト製品（Microsoft SQL Server など）との連携を強化しているが、依然としてオラクルとも協力関係にある。オラクルによれば、SAPの顧客の多くがオラクルのデータベースを使っている。
しかし、2000年代後半に入って両社は競合することが多くなり、対立する場面が増えてきた。時には相手企業についてネガティブなコメントを発表することもある。
2004年、オラクルは企業向けアプリケーション市場への関心を増すようになった（1989年、オラクルはOracle Financialsという製品を既にリリースしている）。オラクルはそのための一連の企業買収を開始し、ピープルソフト、Siebel、Hyperionといった企業を手中に収めた。
SAPがリーダーシップを発揮している市場でオラクルが競合しようとしていることが明らかとなり、オラクルが買収した企業の顧客をその機会に奪おうとした。SAPはそれら顧客に特別な値引きを提示した。オラクルも同様の手法でSAPの顧客を奪おうとし、これを同社のミドルウェア製品 "Oracle Fusion for SAP" にひっかけて "OFF SAP" と称した。
2008年現在、オラクルとSAPはサードパーティーによるソフトウェア保守サポート市場でも競合している。2007年3月22日、オラクルは再びSAPを訴えた。訴状によれば、SAPの子会社であるTomorrowNowが、以前のオラクルの顧客のアカウントを使い、古いオラクル製品群についてオラクルのウェブサイトから体系的にパッチや文書を取り出し格安でサポートを提供したという。2007年7月3日、SAPはTomorrowNowの従業員がオラクルのサポート用ウェブサイトから「不適切なダウンロード」を行ったことを認めた。しかし、SAP本体の従業員や顧客がTomorrowNowを経由してオラクルの知的資産にアクセスしたことは否定した。SAPのCEO Henning Kagermann は「1回でも不適切なダウンロードが行われたとしたら、私から見れば受け入れられない。このようなことが起きたことを遺憾に思う」と述べた。さらにSAPはTomorrowNowの過失に対してしかるべき対処をすると発表した。

### メディア
オラクルはマーケティング素材として "Oracle ClearView" というビデオシリーズを製作・配布している。

## 論争

### トラッシュゲート事件
2000年、オラクルはマイクロソフトの反トラスト法違反の裁判に関連して、ゴミから情報を掘り出すために私立探偵を雇い、コンピュータ業界と報道機関の注目を集めた。オラクル会長ラリー・エリソンは、反トラスト法裁判においてマイクロソフトを支援したグループを調査するためであり、一種の「公共サービス」だとして、同社が東海岸の探偵事務所を雇ったことを擁護した。この調査で、Association for Competitive Technology の管理人に1200ドルを支払って、マイクロソフトのゴミから情報を探したという。他人がオラクルのビジネス活動を調査したとしたらどう感じるかを訊かれ、エリソンは「我々はレドモンドにゴミを出しており、誰でもそこを通り抜けることができる。我々は完全公開を信じている」と述べている。

### "Can't break it, can't break in"
オラクルは宣伝文句として "Can't break it, can't break in"（壊せない、侵入できない）あるいは "Unbreakable" という言葉を使っている。これは、情報の安全性へのますます高まる需要を意味している。オラクル社はまた、ネットワーク型データベースの信頼性とデータベースへのネットワークアクセスを主要なセールスポイントとして強調している。
しかし、2002年にこれらスローガンを使い始めて2週間後、David Litchfield、Alexander Kornbrust、Cesar Cerrudo らはオラクル製品に対する攻撃が成功したことを明らかにした。このため、オラクルのスローガンは非現実的でありクラッカーをひき付けるだけだと批判されたが、オラクルのセキュリティ担当重役の Mary Ann Davidson は、その批判が不公平だと述べた。このスローガンはオラクル製品の難攻不落さを表しているのではなく、オラクルのデータベースサーバが14種類のセキュリティ評価に合格したことを示したキャンペーンだと彼女は主張した。

### ジョン・アシュクロフトとの関係
2004年、当時のアメリカ合衆国司法長官ジョン・アシュクロフトは契約成立を阻止するため、オラクル社を訴えた。2005年、オラクルはアシュクロフトが最近設立した政治団体 The Ashcroft Group, LLC. と契約を結んだ。その後、オラクルとアシュクロフトの政治団体は諜報機関関係で数十億ドルの契約を獲得している。

## 本社

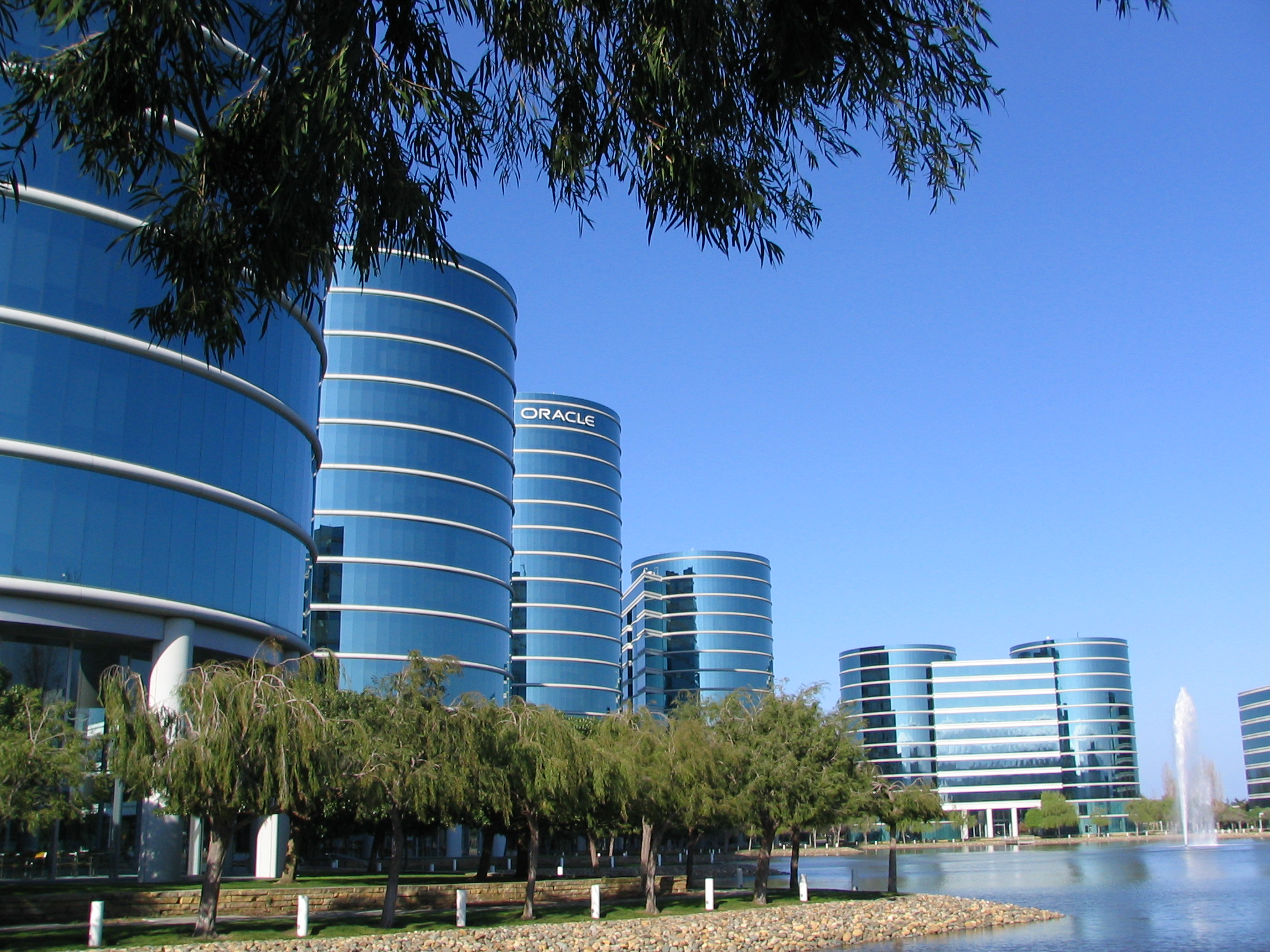
オラクル本社ビル群

オラクルの本社はサンフランシスコ半島のレッドウッドシティの Redwood Shores 地区にある。サンカルロス空港（IATA空港コード: SQL）に近い。
現在のオラクル本社の敷地にはかつて Marine World Africa USA があったが、1986年にヴァレーホに移転した。オラクルは当初2つの建物を借り、以前の本社があったベルモント（レッドウッドシティの隣）から財務部門と経営部門だけを移転させた。その後敷地全体を買い取り、さらに4つのビルを建設した。
これら本社のビルは、ロビン・ウィリアムズ主演の映画『アンドリューNDR114』（1999年）で、架空の会社“NorthAm Robotics”（ノース・アム・ロボティックス社、北米ロボティクス社）のビルとして登場している。

## 人々
オラクルの初期の従業員ブルース・スコットは、1984年に Umang Gupta と共に Gupta Technologies（後の Centura Software）を創業し、後に PointBase, Inc. の創業者兼CEOとなった。スコットは Oracle V1, V2, V3 の設計に携わっていた。Oracle のサンプルスキーマ "SCOTT"（EMPとDEPTという表を含む）とそのパスワード "TIGER"（彼の飼っていた猫の名前）は彼の命名である。
1997年、ラリー・エリソンはスティーブ・ジョブズがAppleに戻った後、同社の取締役に就任した。エリソンは、取締役会に出席する時間がとれないことを理由に、2002年にAppleの取締役を辞任した。